# 요코야마 료
요코야마 료(일본어: 横山 涼 よこやま りょう[*])는 일본의 배우로, A-team 소속이다.

## 출연작

### TV 드라마
- 2007년
- 2018년 ~ 2019년 쾌도전대 루팡레인저 vs. 경찰전대 패트레인저 - 히카와 사쿠야 / 패트렌 2호 역

## 영화
- 루팡레인저 VS 패트레인저 VS 큐레인저 - 히카와 사쿠야 / 패트렌 2호 역
- 기사룡전대 류소우저 VS 루팡레인저 VS 패트레인저 - 히카와 사쿠야 / 패트렌 2호 역